# Iván Antonio Marín López
Iván Antonio Marín López (ur. 13 maja 1938 w Jardin) – kolumbijski duchowny rzymskokatolicki, w latach 1997–2018 arcybiskup Popayán.